# José María Patoni
José María Patoni (Guanaceví, 1828-1868), est un militaire libéral mexicain qui a exercé comme gouverneur de l'État de Durango.

## Biographie
Il est le deuxième fils de Mercedes Sanchez et Juán Bautista Patoni originaire du Tyrol (l'Italie). Il est né en 1828 à Santiago Papasquiaro dans l'État de Durango. Il vit dans ce lieu jusqu'en 1858 où il travaille comme minier en y développement son économie minière. En vertu de ses idées libérales reconnues, il est nommé commandant de la Garde nationale du Parti par le gouvernement de Durango, à charge alors de José Patricio de la Bárcena. 
Après le coup d'état de Ignacio Comonfort, Patoni est en traité avec divers chefs libéraux, et en 1858 il rejoint Esteban Coronado avec 100 hommes, armés et équipés avec ses propres fonds. Il participe à la prise de Durango comme lieutenant colonel, et ayant été blessé assez gravement et s'étant conduit à la bataille de façon brillante, il est nommé colonel effectif par Santos Degollado. Le gouvernement libéral est alors établi à Durango, et Patoni, après six mois de convalescence, rentre à Guanaceví afin de reprendre ses affaires.
En 1859, Patoni réarme ses troupes pour lutter contre les troupes conservatrices commandées par l'espagnol Domingo Cajén, les « tulises » (surnom basé sur le village San Andrés Telú à Zacatecas d'où ils viennent). Il est appelé à l'aide par le gouverneur de Durango Juán José Zaldívar qui démissionne. Patoni prend alors la charge de gouverneur appuyé par l'assemblée législative. 
Ses premières décisions en tant que gouverneur sont d'organiser et discipliner les troupes pour les préparer face aux troupes conservatrices qui ont réussi a conquérir la majorité de l'État avec l'aide du gouvernement conservateur de Miramón. En juillet 1860, Les troupes de Patoni s'unissent à celles du général Pedro Hinojosa et réussissent battre les troupes de Cajén à la Hacienda de la Flor ; mais dès le lendemain, le général conservateur Silverio Ramírez vient avec une nouvelle division et bat les forces libérales.
Patoni laisse alors le gouvernement aux mains de Cayetano Mascareñas et le 6 mars 1864 il part avec ses troupes à Monterrey pour protéger les suprêmes pouvoirs de la nation que se dirigeaient au nord; pourtant, les problèmes viennent avec le président Benito Juárez. 
À la fin du gouvernement de Benito Juárez, le pays étant en état de guerre, les élections étaient impossibles. Un groupe de républicains dans lesquels se trouve Patoni, prétend assumer la présidence de la République avec président de la Suprême Cour qui est le général Jesús González Ortega. Le gouvernement de Juarez les pourchasse, González Ortega et Patoni se réfugient alors aux États-Unis. 
Patoni rentre à Durango après avoir été emprisonné à Monterrey. Il arrive dans la nuit du 17 août 1868 à Durango et est arrêté le 18 août à trois du matin, escorté par la force armée aux ordres de Benigno Canto. Il est retrouvé mort de plusieurs balles au visage et au corps.